# Belgische Gouden Schoen 1960
De verkiezing van de Belgische Gouden Schoen 1960 werd in 1961 gehouden. Paul Van Himst won voor de eerste keer en werd zo de tweede speler van RSC Anderlecht die de voetbaltrofee veroverde. De 17-jarige Van Himst werd de jongste winnaar ooit.

## De prijsuitreiking
Paul Van Himst speelde nog net maar in het eerste elftal van RSC Anderlecht, maar toch was hij van goudwaarde voor het team. Met zijn dribbels en neus voor doelpunten werd hij de absolute uitblinker bij paars-wit. Enkele maanden na het veroveren van zijn eerste Gouden Schoen werd hij ook geselecteerd voor de nationale ploeg. Selectieheer Constant Vanden Stock was namelijk ook de ontdekker van de jonge Van Himst.
De Congolese middenvelder Paul Bonga Bonga kon Van Himst niet bedreigen en werd nipt tweede, net voor Eric Lambert.

## Top 5
| Nr. | Land                    | Naam             | Club(s)        | Punten |
| --- | ----------------------- | ---------------- | -------------- | ------ |
| 1.  | Vlag van België         | Paul Van Himst   | RSC Anderlecht | 100    |
| 2.  | Vlag van Congo-Kinshasa | Paul Bonga Bonga | Standard Luik  | 49     |
| 3.  | Vlag van België         | Eric Lambert     | AA Gent        | 45     |
| 4.  | Vlag van België         | Jef Jurion       | RSC Anderlecht | 40     |
| 5.  | Vlag van België         | Emile Lejeune    | Club Luik      | 30     |

1954 · 
1955 · 
1956 · 
1957 · 
1958 · 
1959 · 
1960 · 
1961 · 
1962 · 
1963 · 
1964 · 
1965 · 
1966 · 
1967 · 
1968 · 
1969 · 
1970 · 
1971 · 
1972 · 
1973 · 
1974 · 
1975 · 
1976 · 
1977 · 
1978 · 
1979 · 
1980 · 
1981 · 
1982 · 
1983 · 
1984 · 
1985 · 
1986 · 
1987 · 
1988 · 
1989 · 
1990 · 
1991 · 
1992 · 
1993 · 
1994 · 
1995 · 
1996 · 
1997 · 
1998 · 
1999 · 
2000 · 
2001 · 
2002 · 
2003 · 
2004 · 
2005 · 
2006 · 
2007 · 
2008 · 
2009 · 
2010 · 
2011 · 
2012 · 
2013 · 
2014 · 
2015 · 
2016 · 
2017 ·
2018 ·
2019 ·
2020 ·
2022 ·
2023 ·
2024